# Eriekanaal
Het Eriekanaal (Engels: Erie Canal) is een 584 kilometer lang kanaal in de Amerikaanse staat New York, dat de Hudson met het Eriemeer verbindt. Het voorstel kwam uit 1807, de aanleg duurde van 1817 tot 1825 en de officiële opening was op 26 oktober 1825.

## Achtergrond
Bij de uitbreiding van de dertien Engelse kolonies aan de oostkust van Noord-Amerika naar het westen toe werd men geconfronteerd met het probleem van de gebrekkige transportmogelijkheden tussen de kusthavens en het binnenland. Dicht bij de kust was een aantal bevaarbare rivieren voorhanden, maar verder landinwaarts vormde het Appalachengebergte een ernstige barrière. Reizigers en goederen dienden over slecht begaanbare wegen te reizen. Bovendien was graan, het belangrijkste exportproduct van de Ohiovallei, een massagoed dat niet rendabel per wagen naar de bevolkingscentra aan de oostkust te transporteren was. Eind 18e en begin 19e eeuw werd het de kustbewoners duidelijk dat de stad of staat die erin slaagde een goedkope en betrouwbare transportroute naar het westen te vinden daar groot economisch profijt van zou hebben. De zeehaven aan het eind van zo'n route zou de handel fors zien toenemen. Er werden daarom in deze periode verschillende projecten op stapel gezet in onder meer Virginia, Maryland en Pennsylvania.

## Het kanaal
Het idee om een kanaal aan te leggen kwam van François Adriaan van der Kemp. De Holland Land Company schonk de staat 44.000 hectare grond voor de aanleg. De federale overheid weigerde elke steun, president Jefferson noemde het plan waanzin. Dat het er toch kwam is te danken aan DeWitt Clinton, burgemeester van de stad New York en gouverneur van de staat New York. Het overheidskrediet van dollar 7 miljoen voor de aanleg werd in tien jaar terugverdiend aan tolgelden.
Het Eriekanaal heeft veel bijgedragen tot de ontsluiting van het gebied langs de Amerikaanse Grote Meren dat daardoor een scheepvaartverbinding kreeg met de Atlantische Oceaan. Het kanaal had ook grote invloed op de groei van de stad New York.
Toen in 1817 met de aanleg werd begonnen, waren er nog geen graaf- en grondverzetmachines uitgevonden. Het enige beschikbare bouwmateriaal was de pikhouweel, waterpas, schop, kruiwagen en wagen. De lengte van de kunstmatige waterweg was na voltooiing 584 km. Het kanaal was oorspronkelijk 12 meter breed en 1,20 m diep met een groot aantal schutsluizen. Aanvankelijk kon alleen worden gevaren met schepen die een waterverplaatsing hadden van niet meer dan 75 ton. Toch was het economisch succes groot, want de transportkosten voor goederen van de Grote Meren naar de stad New York verminderden met ongeveer 90%. Door dit succes kon het kanaal al in 1862 worden verdiept en verbreed.

## Externe links

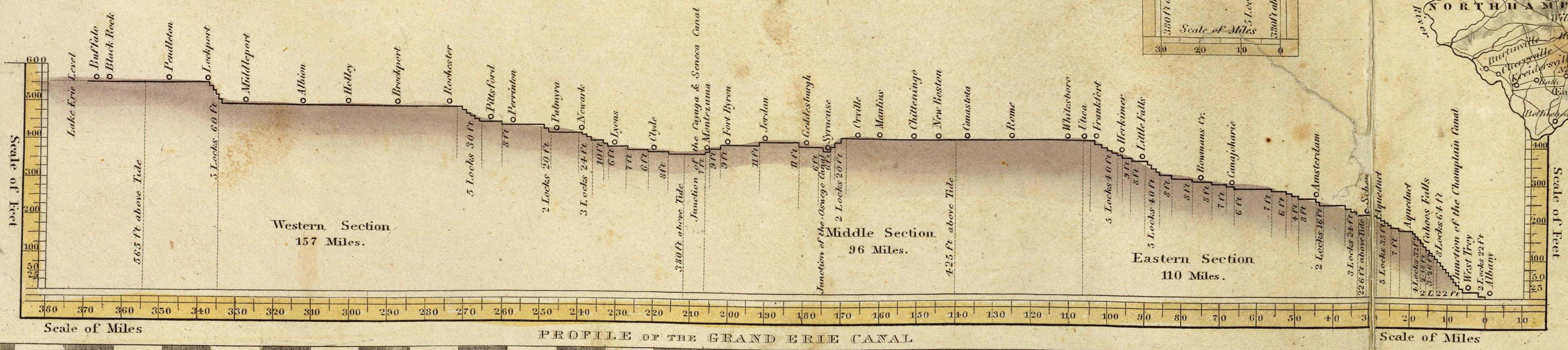
Dwarsprofiel van het originele kanaal.

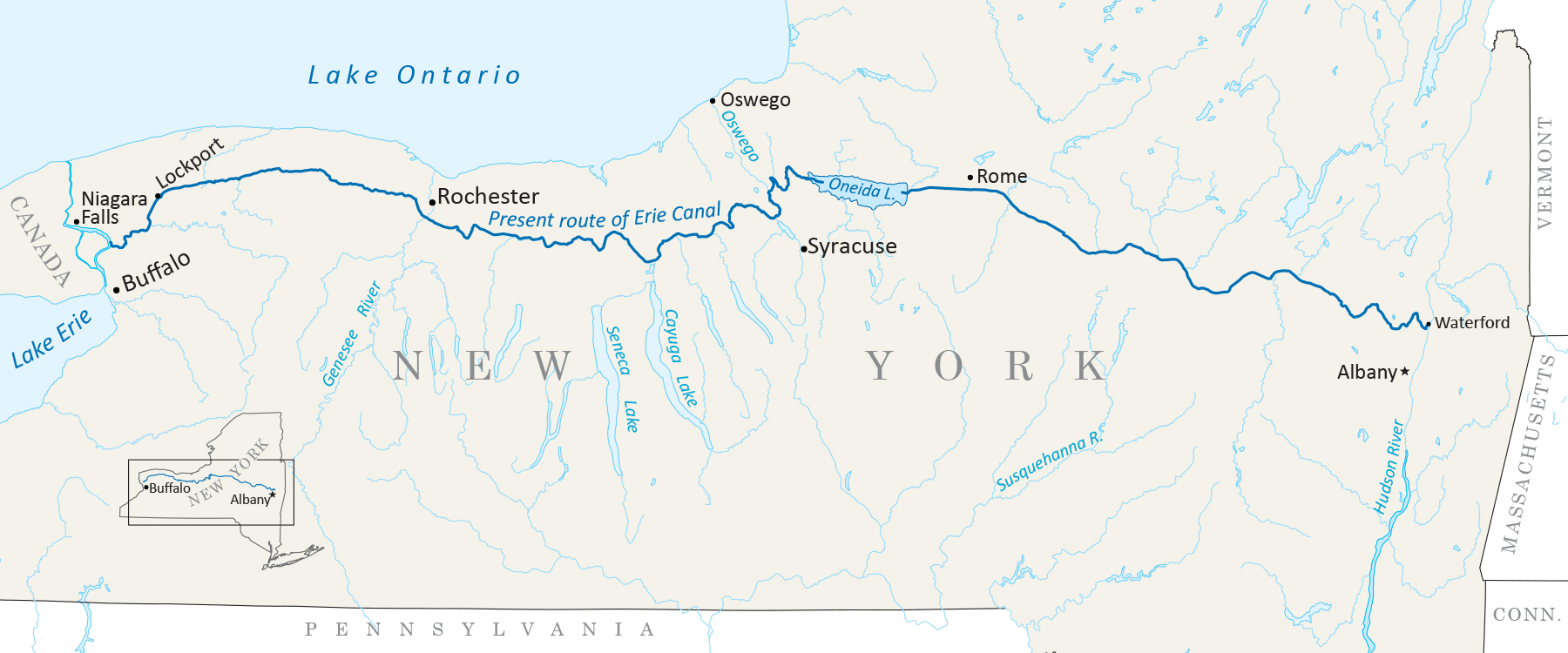
Het huidige Eriekanaal